# Brian McMahon
Robert Brian McMahon (Toronto, 24 de julio de 1961) es un deportista canadiense que compitió en remo como timonel.
Participó en dos Juegos Olímpicos de Verano en los años 1984 y 1988, obteniendo una medalla de oro en Los Ángeles 1984 en la prueba de ocho con timonel.

## Palmarés internacional
| Juegos Olímpicos | Juegos Olímpicos             | Juegos Olímpicos | Juegos Olímpicos |
| Año              | Lugar                        | Medalla          | Prueba           |
| ---------------- | ---------------------------- | ---------------- | ---------------- |
| 1984             | Los Ángeles (Estados Unidos) | Medalla de oro   | Ocho con timonel |